# Nikolaj Tsjoeb
Nikolaj Aleksandrovitsj Tsjoeb (Russisch: Николай Александрович Чуб) (Novotsjerkassk, 10 juni 1984) is een Russisch ruimtevaarder. In 2023 begon hij aan een missie naar het Internationaal ruimtestation ISS.
Tsjoeb studeerde aan de Zuid-Russische Technische Staats-Universiteit in Novotsjerkassk. Na zijn opleiding ging hij werken bij Space Tu. In 2012 werd Tsjoeb geselecteerd door Roskosmos om een training te volgen als astronaut, deze voltooide hij op 16 juni 2014. 
Tsjoeb zijn eerste ruimtevlucht, Sojoez MS-24, begon in september 2023. Hij zal samen met Oleg Kononenko 12 maanden aan boord van het Internationaal ruimtestation ISS verblijven als onderdeel van ISS-Expeditie 69, 70 en 71.